# Adelin Benoît
Adelin Benoît (Châtelet, 12 de maig de 1900 - 18 de juny de 1954) va ser un ciclista belga, professional entre 1923 i 1932. Era germà del també ciclista Auguste Benoît. En el seu palmarès destaquen quatre etapes del Tour de França, cursa que liderà durant cinc etapes en l'edició de 1925. El 1926 guanyà la Bordeus-París.

## Palmarès
- 1920
  - 1r del Gran Premi François Faber
- 1923
  - Campió de Bèlgica en ruta, categoria independents
  - 1r de la Brussel·les-Lieja
- 1924
  - 1r del Circuit de Midi
- 1925
  - Vencedor d'una etapa al Tour de França i portador del mallot groc durant 5 etapes
- 1926
  - 1r de la Bordeus-París
  - Vencedor d'una etapa al Tour de França
- 1927
  - Vencedor de 2 etapes al Tour de França

### Resultats al Tour de França
- 1924. Abandona (3a etapa)
- 1925. 12è de la classificació general i vencedor d'una etapa.  Porta el mallot groc durant 5 etapes
- 1926. Abandona (10a etapa). Vencedor d'una etapa
- 1927. 5è de la classificació general i vencedor d'una etapa